# 蘇萊曼二世 (波斯)
米爾·賽義德·穆罕默德·馬拉希 （1714年6月—1763年5月），以其王朝名稱蘇萊曼二世而廣為人知，（波斯語：‎），薩非王朝的王位覬覦者，曾在1749年至1750年間短暫地成為伊朗部分地區的統治者。蘇萊曼二世負責馬什哈德伊瑪目禮薩聖陵的事務。
1748年10月，年輕的沙魯克在馬什哈德被伊朗貴族加冕。兩個月後，易卜拉欣·阿夫沙爾自封為沙阿；但他被打敗並逃跑。賽義德·穆罕默德拒絕讓他進入馬什哈德聖地。賽義德·穆罕默德的母親是薩非王朝沙阿蘇萊曼一世的女兒，因此在1750年，他被米爾·阿拉姆·汗·庫扎伊瑪和一些庫爾德和札剌亦兒酋長加冕為蘇萊曼二世。沙魯克被弄瞎，但僅僅幾個月後，沙魯克便恢復其王位，因為蘇萊曼二世被廢黜並弄瞎。